# Padrauna
Padrauna là một thành phố và là nơi đặt ban đô thị (municipal board) của quận Kushinagar thuộc bang Uttar Pradesh, Ấn Độ.

## Địa lý
Padrauna có vị trí 26°54′B 83°59′Đ / 26,9°B 83,98°Đ Nó có độ cao trung bình là 79 mét (259 feet).

## Nhân khẩu
Theo điều tra dân số năm 2001 của Ấn Độ, Padrauna có dân số 44.357 người. Phái nam chiếm 52% tổng số dân và phái nữ chiếm 48%. Padrauna có tỷ lệ 62% biết đọc biết viết, cao hơn tỷ lệ trung bình toàn quốc là 59,5%: tỷ lệ cho phái nam là 69%, và tỷ lệ cho phái nữ là 54%. Tại Padrauna, 16% dân số nhỏ hơn 6 tuổi.